# Герейнт
Герейнт или Герайнт (по-рядко и Герен) е уелски народен герой и рицар от Кръглата маса в легендата за крал Артур. Името му е уелският вариант на латинското име Геронтий. Въпреки че някои учени го считат за историческа личност, други имат сериозни съмнения, че изобщо е съществувал.
В исторически аспект той се счита за сина на Ербин, крал на Думнония, наследил трона в 480 година. Счита се, че е имал най-голямата и силна флота на Британия. През 508 година умира в битка със саксите.
В легендата за крал Артур той е известен от рицарската история, романс „Герейнт и Енид“, в която става любовник на Енид.